# Kamendaka spectra
Kamendaka spectra är en insektsart som först beskrevs av William Lucas Distant 1906.  Kamendaka spectra ingår i släktet Kamendaka och familjen Derbidae. Inga underarter finns listade i Catalogue of Life.